# Tổng công ty Trực thăng Việt Nam
Tổng Công ty Trực thăng Việt Nam, phiên hiệu quân sự Binh đoàn 18, tên thương mại là Vietnam Helicopters (VNH), là một doanh nghiệp quốc phòng, an ninh trực thuộc Bộ Quốc phòng Việt Nam, kinh doanh trên một số lĩnh vực chủ yếu sau: Vận tải hàng không, Bay Du lịch - Dịch vụ, bay tìm kiếm cứu hộ, cứu nạn trên biển đảo và rừng núi. Huấn luyện, đào tạo phi công và nhân viên kỹ thuật hàng không. Dịch vụ kỹ thuật hàng không, xuất nhập khẩu các thiết bị vật tư ngành hàng không.Thiết kế, tư vấn và xây dựng Công trình hàng không, Kinh doanh xăng dầu. Bay tìm kiếm cứu hộ, cứu nạn trên biển đảo và rừng núi.

## Lịch sử hình thành[2]
- Ngày 31/1/1979, Tổ bay UH-1 số 779 do Cơ trưởng Nguyễn Xuân Trường và Trần Đình (cơ phụ) đã thực hiện thành công chuyến bay đầu tiên ra giàn khoan Dan Queen. Đây là chuyến bay khai sinh ra ngành bay dịch vụ dầu khí.
- Ngày 27/11/1978, thành lập công ty liên doanh trực thăng Việt -Pháp HELIVIFRA.
- Ngày 10/3/1979 thành lập Công ty dịch vụ trực thăng Việt Nam
- Ngày 13/09/1983 thành lập phi đội bay dầu khí đầu tiên của Không quân Việt Nam
- Ngày 11/03/1985 thành lập Công ty trực thăng bay phục vụ dầu khí
- Năm 1989 thành lập Tổng công ty bay dịch vụ Việt Nam với 2 đơn vị thành viên là:

• Công ty bay dịch vụ Miền Bắc (Northern SFC),
• Công ty bay dịch vụ Miền Nam (Southern SFC).
- Năm 1996: Tổng công ty bay dịch vụ Việt Nam được bổ sung các doanh nghiệp công trình hàng không, gồm có 5 đơn vị thành viên hạch toán độc lập:

• Công ty Bay dịch vụ Miền Bắc;
• Công ty Bay dịch vụ Miền Nam;
• Công ty xây dựng công trình hàng không ACC;
• Công thiết kế và tư vấn xây dựng công trình hàng không ADCC;
• Công ty xây dựng 244;
• Xí nghiệp Hải Âu.
- Năm 2007: Tổng công ty bay dịch vụ Việt Nam có 3 Công ty thành viên và một Công ty liên doanh:

• Công ty bay dịch vụ Miền Bắc,
• Công ty bay dịch vụ Miền Nam,
• Xí nghiệp Hải âu
• Công ty liên doanh sửa chữa trực thăng Biên Hòa
- Năm 2010: Tổng công ty Bay dịch vụ Việt Nam đổi tên mới: Tổng công ty Trực thăng Việt Nam (theo Quyết định số 395/QĐ-BQP ngày 09 tháng 2 năm 2010)

## Lãnh đạo hiện nay
- Tổng giám đốc - Tư lệnh: Thiếu tướng Kiều Đặng Hùng
- Phó Tổng giám đốc - Phó Tư lệnh, Bí thư đảng ủy: Lương Mạnh Quân
- Phó Tổng giám đốc - Phó Tư lệnh: Đại tá Nguyễn Thái Dũng
- Phó Tổng Giám đốc - Phó Tư lệnh: Đại tá Trần Trung Dũng
- Phó Tổng giám đốc - Phó Tư lệnh: Đại tá Nguyễn Văn Tưởng

## Lãnh đạo chỉ huy các thời kỳ

### Tư lệnh, Tổng giám đốc
- Vũ Ngọc Đỉnh (1989-1993)
- Nguyễn Xuân Trường (1993-2003)
- Phạm Viết Thích (2003-2008)
- Hà Tiến Dũng (2008-2019)
- Kiều Đặng Hùng (2019- nay)

### Phó Tư lệnh, Phó Tổng giám đốc
- Phan Văn Đính (1989-1995)
- Lê Đức Trường (1993-1997)
- Nguyễn Đình Khoa (1998-2000)
- Nguyễn Văn San (1995-2000)
- Bùi Văn Chông (1997-2002)
- Bùi Quang Vinh (1997-2003)
- Lê Thế Lộc (2003-2012)
- Nguyễn Thanh Mua (2000-2005)
- Nguyễn Văn Mùi (2005-2014)
- Nguyễn Xuân Sơn (2012 - 2016)
- Trần Đình Nam (2016-2019)
- Vi Công Dũng (2014-2018)
- Nguyễn Đức Hoà (2008-2016)
- Nguyễn Xuân Bội (2018 - 2022)
- Lê Quốc Khánh (2019-2023)
- Trần Trung Dũng (đương nhiệm)
- Lương Mạnh Quân (đương nhiệm)
- Nguyễn Văn Tưởng(đương nhiệm)
- Nguyễn Thái Dũng (đương nhiệm)

## Lĩnh vực kinh doanh
Hiện VNH đang cung cấp các dịch vụ sau:
- Bay phục vụ thăm dò & khai thác dầu khí
- Bay phục vụ chương trình tìm kiếm người Mỹ mất tích (MIA)
- Bay Du lịch - Dịch vụ: Ngắm cảnh, Quay phim chụp ảnh, Chụp ảnh quy hoạch, Treo cẩu, Cấp cứu y tế, Cứu hộ cứu nạn, Phục vụ đám cưới,...
- Huấn luyện phi công, thợ máy, nhân viên hàng không
- Sửa chữa đại tu máy bay trực thăng
- Dịch vụ khai thác bay, cung cấp phi công thợ máy
- Kinh doanh tổng hợp: Kinh doanh bất động sản, cho thuê văn phòng, kho bãi, cung ứng, vận tải nhiên liệu hàng không; Dịch vụ giao nhận kho vận...

DỊCH VỤ:
- Bay dầu khí: VNH là nhà cung cấp dịch vụ trực thăng đầu tiên cho ngành công nghiệp dầu khí Việt Nam. Trong hơn 30 năm VNH đã cung cấp dich vụ trực thăng cho hơn 50 công ty dầu khí ở Việt Nam và các công ty dầu khí ở nước ngoài như Vietsovpetro, Shell, BP, Premier Oil, BHP Billiton, Chevron, Petronas, JVPC, PVEP, Cuu Long JOC, Biendong JOC...và được đánh giá là nhà cung cấp trực thăng bay dầu khí chuyên nghiệp hàng đầu tại Việt Nam và khu vực Đông Nam Á.

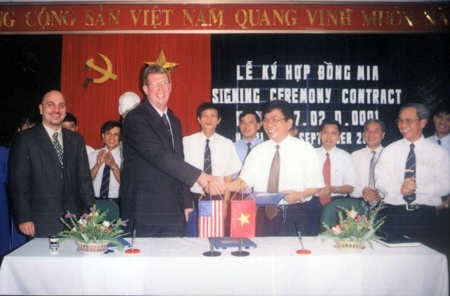
Lễ ký hợp đồng M.I.A giữa Chính phủ Mỹ và VNH năm 2000

- Bay phục vụ chương trình M.I.A: Dịch vụ bay phục vụ Chương trình tìm kiếm người Mỹ mất tích trong chiến tranh tại Việt Nam, được ký kết giữa Chính phủ Việt Nam và Chính phủ Hoa Kỳ (Gọi tắt là chương trình MIA) đã được thực hiện từ ngày 18 tháng 4 năm 1990.Lễ ký hợp đồng M.I.A giữa Chính phủ Mỹ và VNH năm 2000Kể từ chuyến bay MIA đầu tiên đến nay, VNH đã thực hiện hàng ngàn chuyến bay phục vụ trên 100 các đợt tìm kiếm trên khắp ba miền Bắc, Trung, Nam ở những địa bàn núi cao hiểm trở và thời tiết phức tạp. Nhiều năm qua, Chính phủ Mỹ đã đánh giá cao sự hợp tác chặt chẽ, sự phục vụ tận tình, hiệu quả và trình độ bay của VNH đối với công việc tìm kiếm. Những nỗ lực trong tổ chức hoạt động bay tìm kiếm và kết quả đạt được của VNH trong nhiều năm qua đã góp phần tích cực vào việc thúc đẩy tiến trình bình thường hoá quan hệ và nâng mối quan hệ ngoại giao, thương mại Việt Nam - Hoa Kỳ lên tầm cao mới.
- Tham quan Đà Nẵng bằng trực thăng Airbus Helicopters EC-130 T2 (H130): Trước mắt gồm 2 gói sản phẩm chính: bay theo tour tham quan từ 12 đến 15 phút và bay thuê chuyến theo nhu cầu bằng máy bay EC130T2 do hãng Airbus Helicopters sản xuất. Với bay tour tham quan, hành trình sẽ là: cất cánh tại Căn cứ sân bay Nước Mặn, đưa du khách đi thưởng ngoạn các cảnh đẹp tại Đà Nẵng (Ngũ Hành Sơn, bãi biển Đà Nẵng, các cây cầu dọc sông Hàn, Chùa Linh Ứng) và sau đó quay lại trả khách tại Căn cứ sân bay Nước Mặn. Dịch vụ thứ 2 là bay thuê chuyến theo nhu cầu, sử dụng dịch vụ này, khách du lịch có thể thuê bao trọn gói máy bay theo hành trình từ Đà Nẵng đến các địa điểm, danh thắng khu vực miền Trung như Bán đảo Sơn Trà (InterContinental Hotel), TP. Hội An, Bà Nà Hills Resort, Cù Lao Chàm, Thánh địa Mỹ Sơn, Đảo Lý Sơn, Động Sơn Đoòng… hoặc các điểm theo yêu cầu của khách hàng. Vietnam Helicopters sử dụng trực thăng EC130T2 cao cấp của Pháp cho dịch vụ bay này. Đây là loại trực thăng mới được sản xuất năm 2015, nhiều tính năng hiện đại, tiện nghi, góc nhìn rộng, thiết kế đặc biệt giúp cho việc quan sát, ngắm cảnh dễ dàng hơn, phù hợp cho tham quan du lịch với 5-6 hành khách được trang bị điều hòa, hệ thống thông thoại tương tác giữa phi công và hành khách. Về giá dịch vụ, Vietnam Helicopters sẽ căn cứ vào thực tiễn để đưa ra mức giá phù hợp giữa doanh nghiệp và người sử dụng dịch vụ. Giá bán cho chuyến bay tham quan là khoảng 2,5 triệu đồng cho mỗi hành khách trong thời gian từ 12 đến 15 phút.
- Dịch vụ thuê chuyến:

Dịch vụ cho thuê trực thăng du lịch

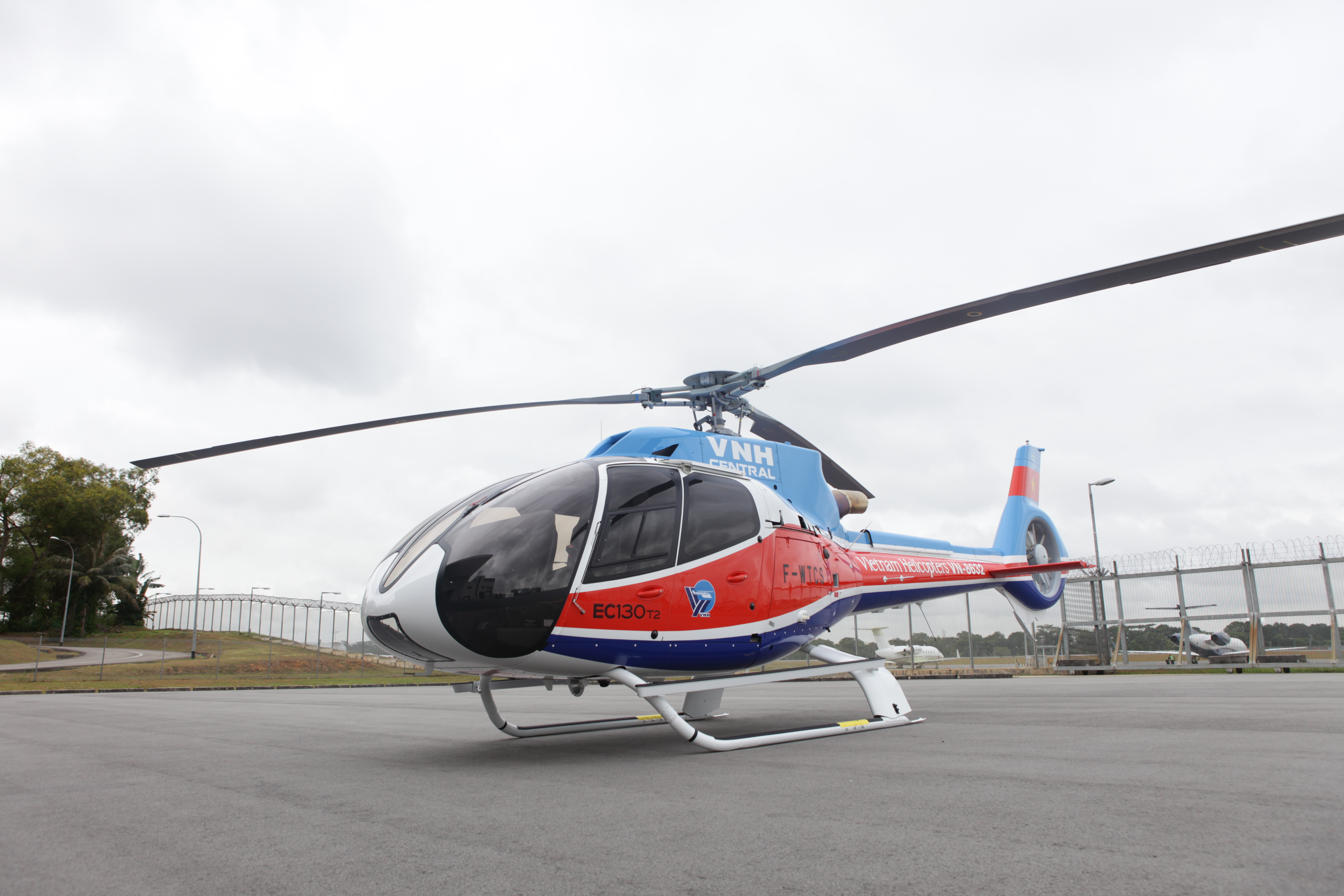
Trực thăng EC130T2 (H130) sản xuất bởi Airbus Helicopters của VNH chuyên sử dụng cho hoạt động bay du lịch, ngắm cảnh, vận chuyển VIP tại Đà Nẵng và khu vực Miền Trung Việt Nam

Với đội máy bay trực thăng hiện đại gồm 28 chiếc có khả năng chuyên chở từ  4 đến 24 hành khách, hệ thống sân bay rộng khắp cả nước, 50 đường bay du lịch được cấp phép đến tất cả các điểm du lịch hấp dẫn (Hạ Long, Cát Bi, Cát Bà, Móng Cái, Lào Cai, Sapa, Điện Biên Phủ, Hoà Bình,Thanh Hóa, Vinh, Qủang Bình,Huế, Đà Nẵng, Nha Trang, Vũng Tàu, Côn Đảo, Cần Thơ, Cà Mau, Phú Quốc...), VNH sẵn sàng cung cấp cho khách hàng những trải nghiệm thú vị khi được ngắm nhìn phong cảnh từ trên không.
Ngoài các dịch vụ chính, VNH hiện đang cung cấp các dịch vụ trực thăng phục vụ các nhu cầu bay khác như:
Bay quay phim, chụp ảnh
Bay phục vụ các sự kiện văn hóa - thể thao
Bay thăm dò địa chất
Bay cấp cứu y tế
Bay treo cẩu hàng hóa…

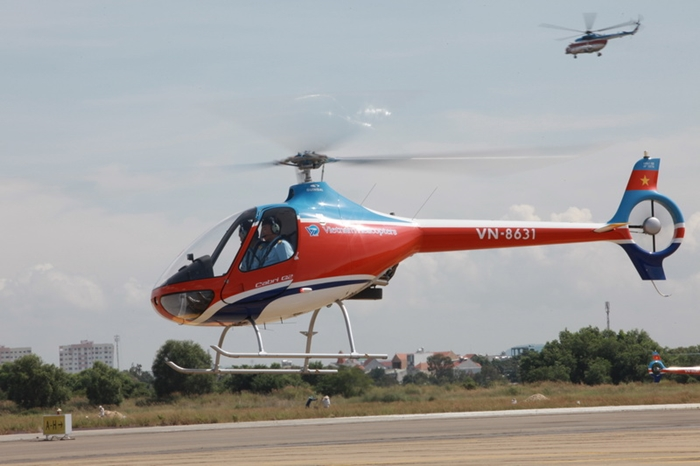
Hiện VNH đang sử dụng máy bay trực thăng Cabri G2 cho công tác huấn luyện đào tạo phi công

- Huấn luyện đào tạo: Trung tâm Huấn luyện - Tổng công ty Trực thăng Việt Nam (VNH Training) được Bộ Quốc phòng chấp thuận và Cục Hàng không Việt Nam phê chuẩn là Trung tâm huấn luyện, đào tạo phi công, nhân viên kỹ thuật hàng không, nhân viên mặt đất. CHƯƠNG TRÌNH HUẤN LUYỆN: -Huấn luyện phi công thương mại, phi công tư nhân, cơ giới trên không. -Đào tạo giáo viên bay. -Bay bằng thiết bị. -Bay hồi phục phi công.Hiện VNH đang sử dụng máy bay trực thăng Cabri G2 cho công tác huấn luyện đào tạo phi côngVới đội máy bay hiện đại như EC225, Super Puma AS 332L2, EC155B1, MI-172, MI-17-1V, AW1189, EC130T2, Capri G2 VNH Training đã thực hiện nhiều khóa huấn luyện phi công, thợ máy, nhân viên mặt đất cho Vietnam Helicopters, Quân chủng Phòng không – Không quân, Quân chủng Hải quân. Huấn luyện chuyển loại cho các phi công của công ty trực thăng của Hồng Kông và Malaysia.
- Dịch vụ Kỹ thuật Hàng không: Các Trung tâm Kỹ thuật Hàng không của VNH (VNH North / VNH South) và Công ty Helitechco được phê chuẩn tổ chức bảo dưỡng AMO của Cục Hàng không Việt Nam. Công ty cổ phần Dịch vụ Kỹ thuật Trực thăng (Helitechco) là trung tâm kỹ thuật duy nhất ở châu Á được Viện MIL phê chuẩn cho phép  thực hiện đại tu máy bay và phụ tùng trực thăng hệ MI. Đội ngũ cán bộ, nhân viên kỹ thuật hàng không của VNH hiện có trên 200 người được đào tạo cơ bản tại các trường đại học, cao đẳng hàng không trong nước và ở nước ngoài, đạt chứng chỉ hành nghề của Cục Hàng không Việt Nam. Các kỹ sư, nhân viên kỹ thuật hàng không thường xuyên tham gia các khóa học chuyển loại, huấn luyện nâng cao về khai thác, bảo dưỡng, sửa chữa trực thăng tại CHLB Nga và CH Pháp để thực hiện công tác bảo dưỡng, sửa chữa các loại máy bay MI-172, MI-17-1V, EC120B, EC155 B1, Super Puma L2, EC225, đảm bảo đội máy bay của VNH sẵn sàng 24/24 phục vụ các nhu cầu của khách hàng trong và ngoài nước. Công ty Helitechco và các Trung tâm kỹ thuật hàng không của VNH có khả năng: - Đại tu máy bay họ Mi, bảo dưỡng kỹ thuật đến 500 giờ,  - Bảo dưỡng kỹ thuật các dạng đến 2250 giờ, đối với loại máy bay EC225, Super Puma L2, EC155 B1  - Sửa chữa, hiệu nghiệm các trang thiết bị phụ tùng các hệ máy bay MI, Eurocopter. Đến nay, các Trung tâm kỹ thuật của VNH đã tiến hành bảo dưỡng, sửa chữa, đại tu các loại trực thăng hệ máy bay MI và hệ máy bay Eurocopter cho các máy bay của Quân chủng Phòng không - Không quân, các khách hàng nước ngoài như Úc, Ấn Độ, Lào, Campuchia, Malaysia, Bangladesh, Sri Lanka...

## Đội máy bay
- AgustaWestland AW-189

AW189 là dòng trực thăng vận tải hạng trung 2 động cơ do Công ty AgustaWestland S.P.A (Italia) phát triển dựa trên khung thân của máy bay AW149 và các thiết bị bay biển của trực thăng AW139 - loại máy bay rất được ưa chuộng với hơn 650 chiếc đã bán ra trong gần 10 năm qua.

Trực thăng AgustaWestland AW-189 của VNH South

Trực thăng AW189 thực hiện chuyến bay đầu tiên ngày 21/12/2011, chính thức được giới thiệu tháng 2/2014 và tính đến thời điểm hiện tại mới có khoảng hơn 20 chiếc xuất xưởng.
Thông số kỹ thuật cơ bản:
- Tổ bay 1 - 2 người;

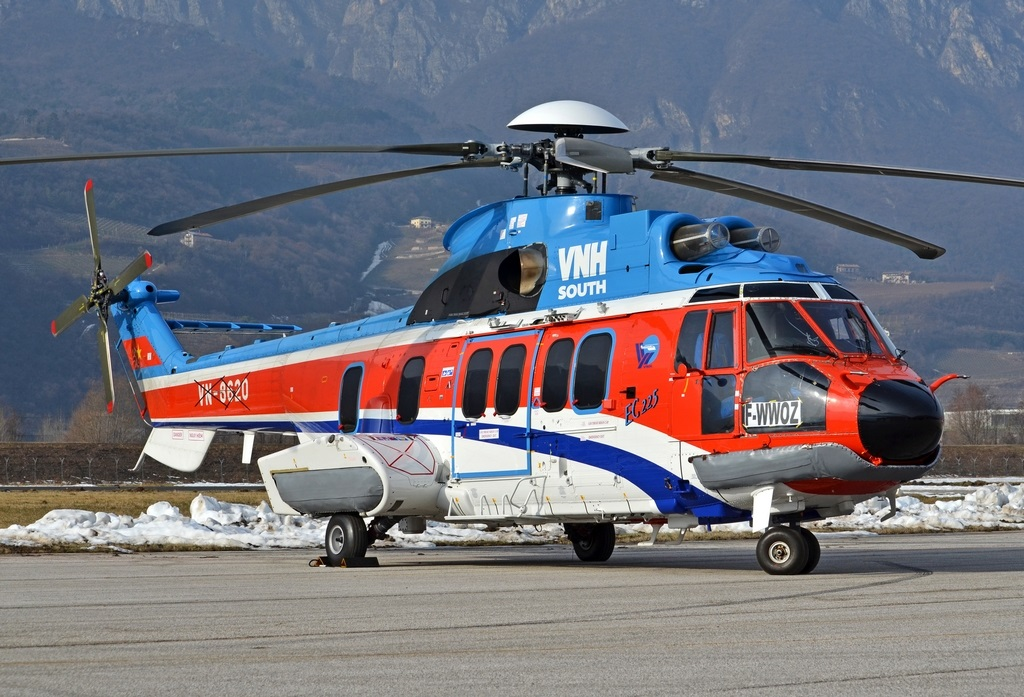
Trực thăng EC225 của VNH South

- Trọng lượng cất cánh tối đa 8.600 kg;
- Khả năng chuyên chở lớn nhất được 19 hành khách;
- Bán kính hoạt động tối đa 907 km
- Airbus Helicopters EC-225 (H225)

EC225 là máy bay trực thăng phiên bản tiếp theo của dòng trực thăng Super Puma do nhà máy Eurocopter (CH Pháp sản xuất). Máy bay được tích hợp tất cả các công nghệ mới nhất hiện nay, với hai động cơ Turbomeca Makila 2A1, hệ thống điều khiển tiên tiến bảo đảm cho máy bay hoạt động với tải trọng cao, phạm vi hoạt động rộng và tốc độ bay nhanh. Đây là loại trực thăng được thiết kế nhằm thực hiện các nhiệm vụ vận tải trên biển phục vụ dầu khí và các nhiệm vụ khác như Bay VIP, Cứu hộ cứu nạn, Ứng cứu khẩn cấp...
- Sản xuất tại: Cộng hòa Pháp
- Trọng lượng cất cánh tối đa: 11.000 kg
- Khả năng chuyên chở: 19 hành khách
- Tầm bay xa nhất: 987 km
- Airbus Helicopters EC-155 B1 (H155)

EC155 B1 là máy bay trực thăng được trang bị hai động cơ Arriel 2C2, các công nghệ tiên tiến hiện có do Eurocopter (Pháp) sản xuất. Đây là một phiên bản tiếp theo của họ máy bay Dauphin nổi tiếng bởi tính linh hoạt và sang trọng.

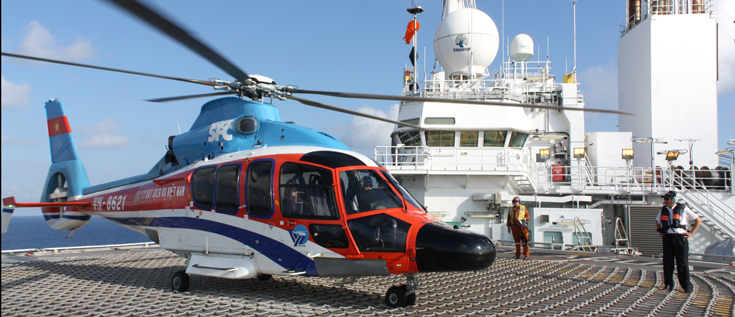
VNHS EC155B1 hạ cánh ngoài biển

EC155 B1 có năm cánh quạt với độ rung động cực kỳ thấp, mức độ tiếng ồn dưới 4,6 dB (dưới mức quy định của ICAO). Phù hợp trong vận chuyển hành khách trên biển và dùng cho các chuyến bay chở hành khách VIP.
- Trọng lượng cất cánh tối đa: 4.800 kg
- Khả năng chuyên chở: 8 - 10 hành khách
- Tầm bay xa nhất: 874 km
- Airbus Helicopters SUPER PUMA AS-322 L2

SUPER PUMA AS 332L2 là máy bay trực thăng do nhà máy Eurocopter sản xuất, được trang bị hai động cơ Makila 1A2 có công suất 2104 HP. Phạm vi hoạt động rộng và cabin lớn của SUPER PUMA AS 332L2 giải thích sự thành công của nó, đặc biệt trong nhiệm vụ vận chuyển hành khách và hoàn toàn phù hợp cho các hoạt động trên biển phục vụ dầu khí.
- Sản xuất tại: Cộng hòa Pháp
- Trọng lượng cất cánh tối đa: 9.300 kg
- Khả năng chuyên chở: 19 hành khách
- Tầm bay xa nhất: 851 km
- Airbus Helicopters EC-130 T2

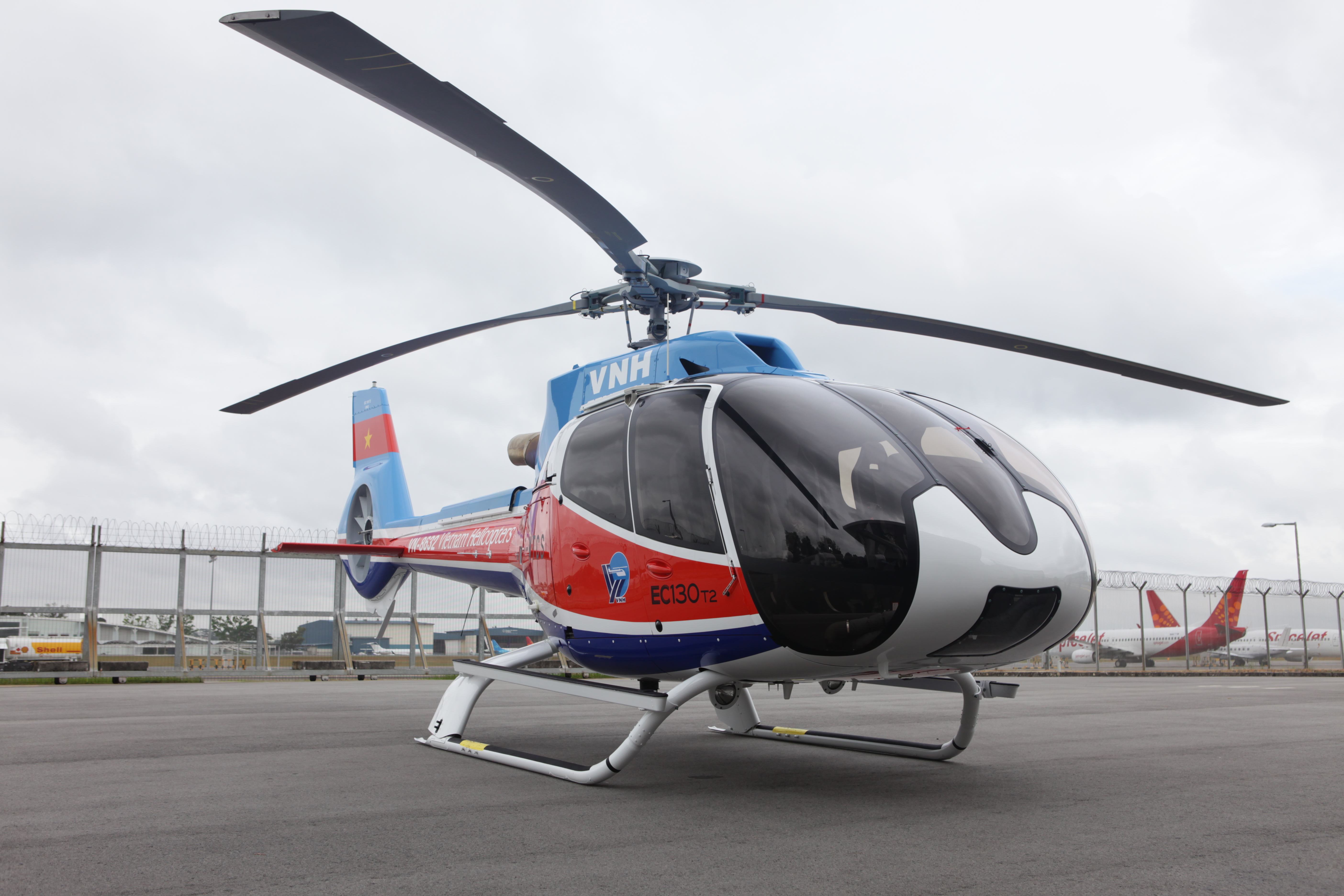
EC-130 T2 xuất xưởng tại Singapore

C130 T2 do hãng Airbus Helicopters sản xuất là loại máy bay trực thăng được đánh giá cao bởi tính đa năng, sự tiện nghi, hiệu suất hoạt động cũng như tính cơ động. EC130 T2 có thể chở được 5 hoặc 6 hành khách, rất thuận tiện cho việc chở khách du lịch, tham quan các danh lam thắng cảnh từ trên cao, bay thám sát địa bàn, khảo sát các chương trình kinh tế, tìm kiếm cứu nạn.
- Trọng lượng cất cánh tối đa: 2,500 kg
- Khả năng chuyên chở: 6 hành khách
- Tầm bay xa nhất: 606 km
- Guimbal Cabri G2

Cabri G2 là loại trực thăng nhỏ, một động cơ Piston chuyên dùng cho huấn luyện phi công do hãng Giumbal - Cộng hòa Pháp sản xuất đạt tiêu chuẩn châu Âu với các tính năng ưu việt về kỹ thuật như: tốc độ, độ cao bay, khả năng đáp ứng công suất nhanh, tiết kiệm nhiên liệu, tính an toàn cao đặc biệt là khả năng tự quay, đồng thời được tích hợp nhiều tính năng điều khiển của các loại trực thăng hiện đại và là một trong những loại trực thăng huấn luyện tốt nhất, hiện được nhiều quốc gia như: Mỹ, Đức, Pháp, Anh, Italia, Tây Ban Nha, Thủy Điển, Rumani và Trung Quốc sử dụng.
- Số chỗ ngồi: 2 chỗ
- Tầm bay xa nhất: 700 km
- Mi-172

Mi-172 là một trong dòng máy bay trực thăng do nhà máy Kazan sản xuất, được trang bị 2 động cơ TV3-117VM, là một trong những dòng máy bay hệ MI phổ biến nhất trên thế giới bởi tính linh hoạt, đa mục đích và có hiệu suất cao, hoạt động bền bỉ. VNH đã và đang khai thác loại máy bay này có hiệu quả cao trong các chuyến bay phục vụ dầu khí, bay chuyên cơ.
- Sản xuất tại: Cộng hòa liên bang Nga
- Trọng lượng cất cánh tối đa: 13.000 kg
- Khả năng chuyên chở: 22-24 hành khách
- Tầm bay xa nhất: 620 km
- Mi-171V

MI-17-1V là máy bay trực thăng do Nhà máy Kazan sản xuất, được trang bị hai động cơ TV3-117VM. Khả năng hoạt động hoạt động bền bỉ, đa mục đích. VNH đã và đang khai thác loại máy bay này có hiệu quả cao trong các chuyến bay phục vụ dầu khí, bay MIA và bay Du lịch - Dịch vụ.
- Sản xuất tại: Cộng hòa liên bang Nga
- Trọng lượng cất cánh tối đa: 13.000 kg
- Khả năng chuyên chở: 22-24  hành khách
- Tầm bay xa nhất: 610 km

## Cơ quan và Đơn vị thành viên

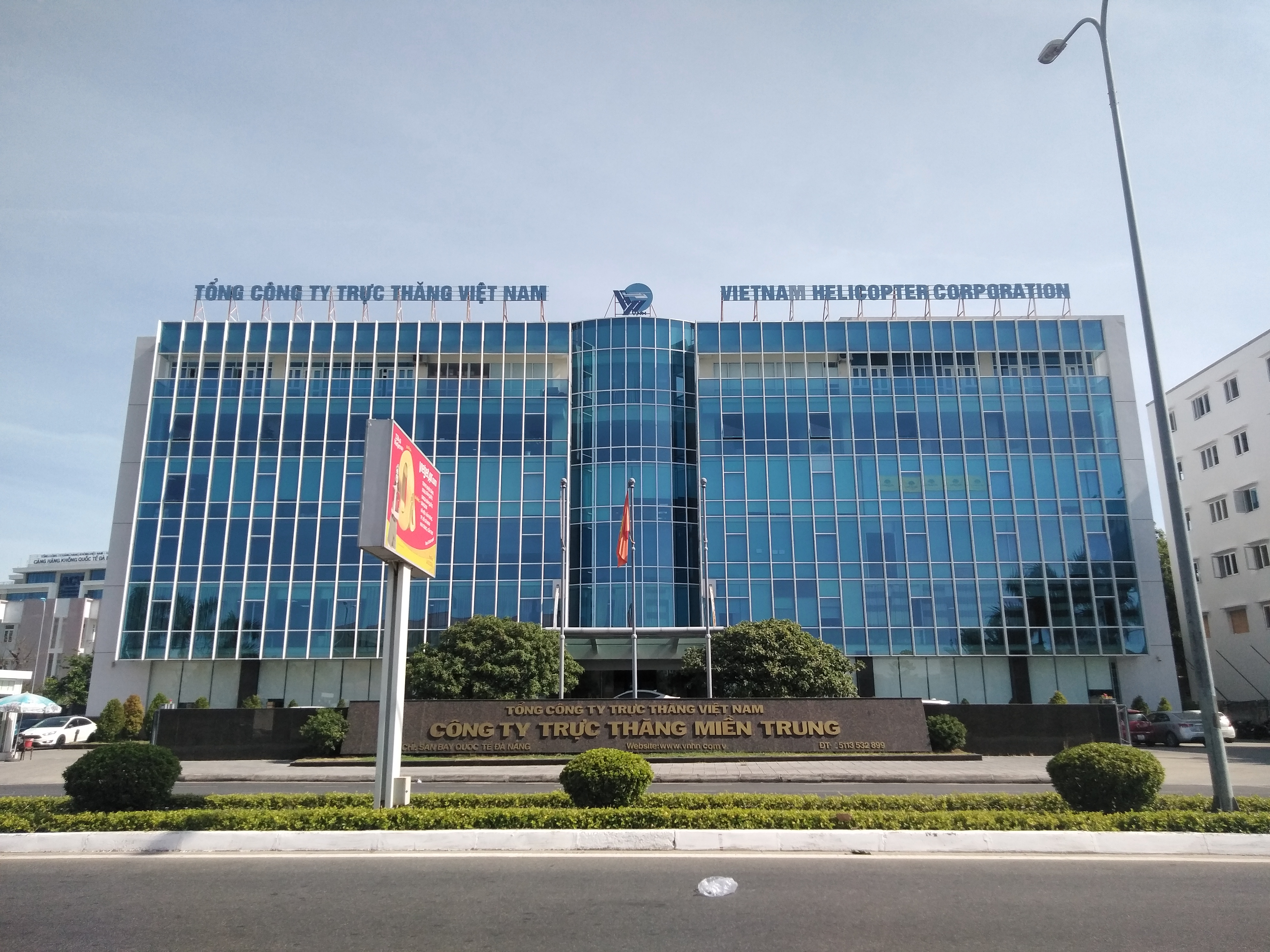
Công ty Trực thăng miền Trung

### Công ty Trực thăng miền Bắc
- Địa chỉ: Sân bay Gia Lâm - Hà Nội
- Website: Công ty Trực thăng miền Bắc

### Công ty Trực thăng miền Trung
- Địa chỉ: Sân bay Quốc tế Đà Nẵng, đường Nguyễn Văn Linh, quận Thanh Khê, Tp. Đà Nẵng
- Website: Công ty Trực thăng miền Trung

### Công ty Trực thăng miền Nam
- Địa chỉ: Sân bay Vũng Tàu, số 36 đường 30 Tháng 4, Tp. Vũng Tàu
- Website: Công ty Trực thăng miền Nam

## Sự kiện và thành tựu[3]
- Ngày 31/01/1979 chuyến bay đầu tiên ra giàn khoan Dan Queen thuộc hãng Bow Valley (Canada) của tổ bay UH1A số 779, mở đầu cho một ngành bay dịch vụ dầu khí
- 1985: Ký hợp đồng bay cho Công ty liên doanh dầu khí Vietsovpetro
- 1989: Trúng thầu bay phục vụ các công ty dầu theo tiêu chuẩn quốc tế
- 1992: Ký hợp đồng bay cho chương trình MIA
- 1994: Là cổ đông sáng lập Ngân hàng cổ phần Quân đội
- 1997: Làm chủ thị trường bay dịch vụ trực thăng trong nước
- 1999: Đào tạo, huấn luyện cho phi công nước ngoài
- 1999: Chủ tịch nước Cộng hòa XHCN Việt Nam quyết định tặng thưởng Huân chương Quân công Hạng ba
- 2000: Xuất khẩu máy bay, phi công, thợ máy bay phục vụ dầu khí tại Na Uy
- 2005: Được điều chuyển từ Quân chủng PK-KQ về trực thuộc Bộ Quốc phòng
- 2009: Được Nhà nước trao tặng danh hiệu Anh hùng Lao động và được mang phiên hiệu quân sự Binh đoàn 18 trực thuộc Bộ Quốc phòng
- 2012: Chuyển đổi hoạt động theo mô hình công ty mẹ - công ty con
- 2014: Chủ tịch nước Cộng hòa XHCN Việt Nam quyết định tặng thưởng Huân chương Quân công Hạng Nhì
- Ngày 18/10/2016: Vụ tai nạn hàng không của Trung tâm Huấn luyện thuộc Tổng Công ty Trực thăng Việt Nam xảy ra trên núi Dinh khiến 3 phi công tử nạn.